# Anomalobuthus
Genre
Synonymes
- Psammobuthus Birula, 1911

Anomalobuthus est un genre de scorpions de la famille des Buthidae.

## Distribution
Les espèces de ce genre se rencontrent en Asie centrale et en Iran.

## Liste des espèces
Selon The Scorpion Files (13/09/2020) :
- Anomalobuthus krivochatskyi Teruel, Kovařík & Fet, 2018
- Anomalobuthus lowei Teruel, Kovařík & Fet, 2018
- Anomalobuthus pavlovskyi Teruel, Kovařík & Fet, 2018
- Anomalobuthus rickmersi Kraepelin, 1900
- Anomalobuthus talebii Teruel, Kovařík, Navidpour & Fet, 2014
- Anomalobuthus zarudnyi (Birula, 1911)

## Publication originale
- Kraepelin, 1900 : « Über einige neue Gliederspinnen. » Abhandlungen aus dem Gebiete der Naturwissenschaften Herausgegeben vom naturwissenschaftlichen Verein in Hamburg, vol. 16, no 2, p. 1-28.